# 楊箕駅
楊箕駅（ようきえき）は、中華人民共和国広東省広州市に位置する広州地下鉄1号線及び5号線の駅である。

## 利用可能な鉄道路線
広州地下鉄
■ 1号線
■ 5号線

## 駅構造
両線とも島式ホーム1面2線を有する地下駅。ホームドア設置。
| 地下1階 | コンコース ■ 1号線         | 改札口、自動券売機、サービスセンター、駅商店、駅警備室、セキュリティ |  |
|         | 連絡通路                   | 1号線と連絡コンコースを連絡                                          |  |
|         | 連絡コンコース             | 改札口（A口）、連絡通路と5号線を連絡                                 |  |
|         | コンコース ■ 5号線         | 改札口、自動券売機、サービスセンター、駅警備室、セキュリティ         |  |
| 地下2階 | 2番線                      | 1号線 東山口へ（西塱方面）                                           |  |
|         | 島式ホーム、左側の扉が開く |                                                                      |  |
|         | 1番線                      | 1号線 体育西路へ（広州東駅方面）                                     |  |
|         | 設備フロア                 | 駅設備                                                               |  |
| 地下3階 | 4番線                      | 5号線 動物園へ（滘口方面）                                           |  |
|         | 島式ホーム、左側の扉が開く |                                                                      |  |
|         | 3番線                      | 5号線 五羊邨へ（黄埔新港方面）                                       |  |

## 駅周辺
- 拓業大厦
- 吉林大厦
- 天興大厦
- 広九大厦
- 広梅汕鉄路総公司
- 錦城花園
- 金羊花園
- 東海嘉園
- 楊箕村
- 共和村
- 梅花村

## 歴史
- 1999年6月28日 - 1号線の駅として開業[1]。
- 2009年12月28日 - 5号線開業。乗り換え駅となる[2]。

## 隣の駅
広州地下鉄
■ 1号線
東山口駅 112 - 楊箕駅 113 - 体育西路駅 114
■ 5号線
動物園駅 510 - 楊箕駅 511 - 五羊邨駅 512